# William A. Wellman
Pour les articles homonymes, voir Wellman.
 (mai 2024).
Si vous disposez d'ouvrages ou d'articles de référence ou si vous connaissez des sites web de qualité traitant du thème abordé ici, merci de compléter l'article en donnant les références utiles à sa vérifiabilité et en les liant à la section « Notes et références ».
William A. Wellman ou William Wellman, né William Augustus Wellman le 29 février 1896 à Brookline dans le Massachusetts et mort le 9 décembre 1975 à Los Angeles, est un réalisateur de cinéma américain. Il est surtout connu pour ses films Les Ailes (1927), Une étoile est née (1937) et L'Étrange Incident (1943).

## Biographie
Ayant servi comme ambulancier, puis pilote dans le Lafayette Flying Corps, il s'attache à montrer dans ses films de guerre la réalité du front plus qu'à idéaliser l'héroïsme des soldats. Même souci de vérité dans ses westerns, son genre de prédilection, où l'action est souvent délaissée au profit de scènes où se font jour les tensions d'un groupe ou la dimension psychologique des personnages. Nulle violence gratuite enfin : Wellman « omet » souvent de filmer une bagarre dans son intégralité, préférant en souligner les à-côtés, avec une grande sobriété de moyens. Sa volonté de montrer la réalité le conduit à préférer les décors naturels ou à s'affranchir des conditions de tournage imposées par ses producteurs : pour Les Ailes (Wings), il exige d'attendre l'arrivée de nuages dans un ciel parfaitement bleu pour rendre les combats aériens plus saisissants.
Cinéaste « sensible, ouvert aux injustices sociales » (selon Jean Tulard), plus que cinéaste engagé, il réalise L'Étrange Incident (The Ox-Bow Incident) (1943) western qui dénonce en 1885 le lynchage ; et ce dans une période où la ségrégation raciale vis-à-vis des Noirs se double de la mise au ban des Japonais soupçonnés de collaboration, ainsi que Les Enfants de la crise (Wild Boys of the Road), film douloureux sur la violence engendrée par la Grande Dépression.
Plusieurs de ses westerns, témoignent de sa volonté de montrer la contribution essentielle de la femme dans l'histoire des États-Unis. Dans La Ville abandonnée, Anne Baxter tient tête à une bande de hors-la-loi ; dans Convoi de femmes, cent cinquante femmes déclassées (dont une fille mère, et deux prostituées, voire plus de deux, comme le suggèrent certaines répliques) traversent les États-Unis et affrontent avec courage et dignité de multiples épreuves pour épouser des colons à demi sauvages qui représentent leur dernière chance de réhabilitation.
Plus encore, en 1944, dans Buffalo Bill avant tout le monde dans le western parlant, il réhabilite l'Indien, affamé par les chasses au bison. Il montre le célèbre héros, en porte-à-faux avec les deux civilisations de l'ouest, cracher sur une médaille présidentielle reçue pour ses combats victorieux contre ses fiers amis Cheyennes à qui il laisse enfin la parole : 
"C'est dur pour un guerrier d'entendre femmes et enfants pleurer, il est honteux de mourir de faim, on peut mourir d'une plus belle mort".
Il poursuit la réhabilitation en 1951 dans Au-delà du Missouri, mais sans le même ton polémique et en situant l'histoire au temps des trappeurs. De l'union d'un blanc et d'une indienne naîtra un enfant métis. Par ailleurs dans La Ville abandonnée l’héroïne et son grand-père vivent aux côtés des Apaches qui ne leur font aucun mal.
Si sa carrière fut couronnée de nombreux succès (Les Ailes et Une étoile est née, entre autres), il termine sur un échec, avec C'est la guerre (Lafayette Escadrille) (1958), film semi-autobiographique où il prête sa voix à celle du narrateur. Et en 1948, en plein maccarthysme, il tourna un film anticommuniste, Le Rideau de fer, dont il ne voulut plus entendre parler.
Quelques jours avant sa mort, il confiait à son fils avoir vécu « la vie de cent hommes ».
Surnommé « Wild Bill » à Hollywood autant en raison de son engagement durant la Grande Guerre que pour son comportement et ses exigences sur un tournage, Wellman était un cinéaste avant tout soucieux de réalisme.

## Filmographie

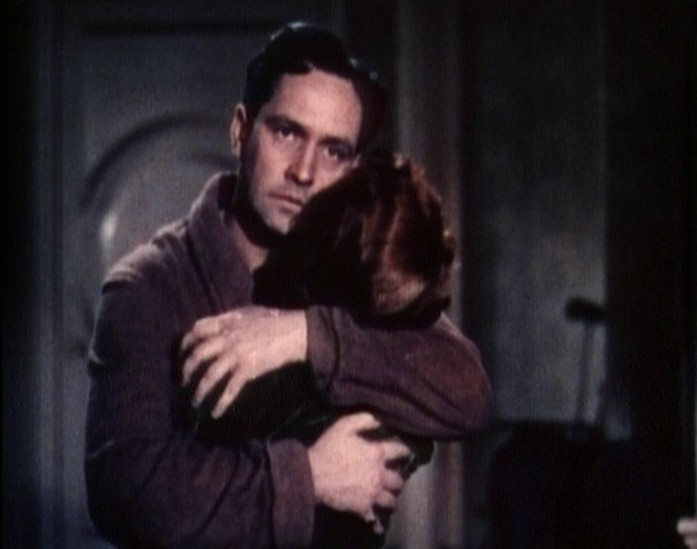
Fredric March et Janet Gaynor dans Une étoile est née (1937).

### Réalisateur

#### Années 1920
- 1920 : L'Enjeu mortel (The Twins of Suffering Creek) - Non crédité
- 1923 : The Man Who Won
- 1923 : Second Hand Love
- 1923 : Big Dan
- 1923 : Cupid's Fireman
- 1924 : Not a Drum Was Heard
- 1924 : The Vagabond Trail
- 1924 : The Circus Cowboy (en)
- 1925 : When Husbands Flirt
- 1926 : Le Balourd (The Boob)
- 1926 : Masques d'artistes (You Never Know Women)
- 1926 : The Cat's Pajamas
- 1927 : Les Ailes (Wings) réalisé avec Harry d'Abbadie d'Arrast
- 1928 : Les Pilotes de la mort (The Legion of the Condemned)
- 1928 : Tu ne tueras pas ! (Ladies of the Mob)
- 1928 : Les Mendiants de la vie (Beggars of Life)
- 1929 : Quartier chinois (Chinatown Nights)
- 1929 : L'Homme que j'aime (The Man I Love)
- 1929 : Woman Trap

#### Années 1930
- 1930 : Dangerous Paradise
- 1930 : Young Eagles
- 1930 : Maybe It's Love (en)
- 1931 : Other Men's Women
- 1931 : L'Ennemi public (The Public Enemy)
- 1931 : La Fille de l'enfer (Safe In Hell)
- 1931 : L'Ange blanc (Night Nurse)
- 1931 : The Star Witness
- 1932 : L'Honorable Monsieur Wong (The Hatchet Man)
- 1932 : Mon grand (So Big!)
- 1932 : Love is a Racket
- 1932 : The Purchase Price
- 1932 : Les Conquérants (The Conquerors)
- 1932 : Frisco Jenny
- 1933 : Le Signal (Central Airport) de William A. Wellman
- 1933 : Lilly Turner
- 1933 : Héros à vendre (Heroes for Sale)
- 1933 : Rose de minuit (Midnight Mary)
- 1933 : Les Enfants de la crise (Wild Boys of the Road)
- 1933 : College Coach
- 1933 : Female - Non crédité
- 1934 : Tempête sur la ligne (Looking for Trouble)
- 1934 : Viva Villa ! - Non crédité

- 1934 : Stingaree
- 1934 : The President Vanishes

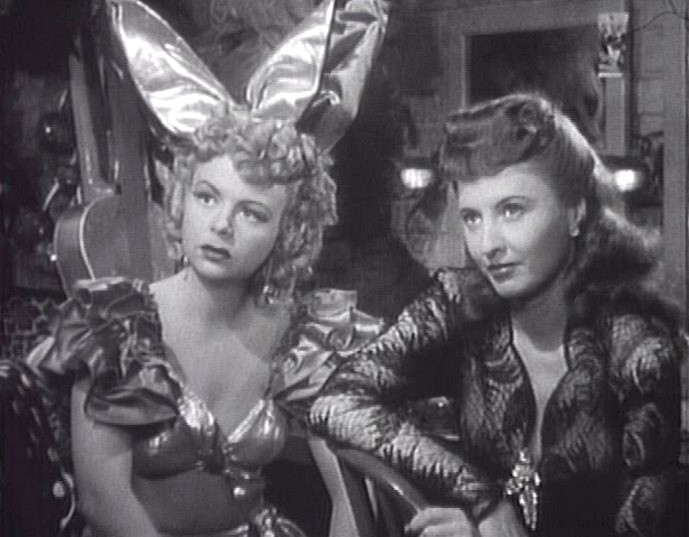
Iris Adrian et Barbara Stanwyck dans L'Étrangleur (1943).

- 1935 : L'Appel de la forêt (The Call of the wild)
- 1935 : La Malle de Singapour (China Seas) - Directeur seconde équipe (scènes des pirates) - Non crédité
- 1936 : Robin des Bois d'El Dorado (The Robin Hood of El Dorado)
- 1936 : Tarzan s'évade (Tarzan Escapes) - Non crédité
- 1936 : La Petite Provinciale (Small town girl)
- 1937 : Une étoile est née (A Star Is Born)
- 1937 : La Joyeuse Suicidée (Nothing Sacred)
- 1938 : Les Aventures de Tom Sawyer (The Adventures of Tom Sawyer) - Non crédité
- 1938 : Les Hommes volants (Men With Wings)
- 1939 : Beau Geste
- 1939 : La Lumière qui s'éteint (The Light that Failed)

#### Années 1940
- 1941 : Le Tombeur du Michigan  (Reaching for the Sun)
- 1942 : La Folle Histoire de Roxie Hart (Roxie Hart)
- 1942 : Pilotes de chasse (Thunder Birds)
- 1942 : L'Inspiratrice (The Great Man's Lady)
- 1943 : L'Étrangleur (Lady of Burlesque)
- 1943 : L'Étrange Incident (The Ox-Bow Incident)
- 1944 : Buffalo Bill
- 1945 : This Man's Navy
- 1945 : Les Forçats de la gloire (The Story of G.I. Joe)
- 1946 : Ses premières ailes (Gallant Journey)
- 1947 : La Cité magique (Magic Town)
- 1948 : Le Rideau de fer (The Iron Curtain ou Behind the Iron Curtain)
- 1948 : La Ville abandonnée (Yellow Sky)
- 1949 : Bastogne (Battleground)

#### Années 1950
- 1950 : La Voix que vous allez entendre (The Next Voice You Hear)
- 1950 : Années de jeunesse (The Happy Years)
- 1951 : Au-delà du Missouri (Across the wide Missouri)
- 1951 : It's a Big Country (1 sketch)
- 1951 : Convoi de femmes (Westward the women)
- 1952 : My Man and I
- 1953 : Aventure dans le Grand Nord (Island in the Sky)

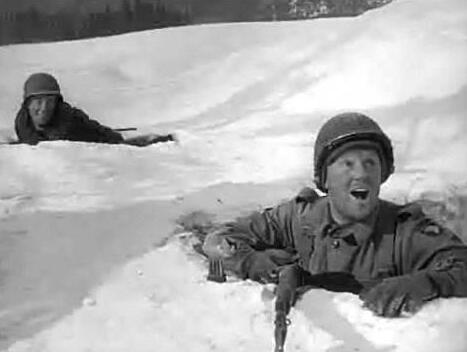
Van Johnson dans Bastogne (1949).

- 1954 : Les Géants du cirque (Ring of Fear) - Non crédité
- 1954 : Écrit dans le ciel (The High and the Mighty)
- 1954 : Track of the Cat
- 1955 : L'Allée sanglante (Blood Alley)
- 1956 : Adieu Lady (Good-bye, My Lady)
- 1958 : Les commandos passent à l'attaque (Darby's Rangers)
- 1958 : C'est la guerre (Lafayette Escadrille)

### Acteur
- 1919 : Evangeline de Raoul Walsh : lieutenant britannique
- 1919 : Douglas brigand par amour (The Knickerbocker Buckaroo) de Albert Parker : Henry
- 1927 : Les Ailes (Wings) - (Caméo)
- 1931 : Frisco Jenny : Reporter
- 1931 : The Star Witness : Camarade de l'ouvrier
- 1958 : C'est la guerre (Lafayette Escadrille) : Narrateur
- 1996 : Wild Bill: Hollywood Maverick (es) - Images d'archives

### Scénariste
- 1936 : Robin des Bois d'El Dorado (The Robin Hood of El Dorado)
- 1937 : Une étoile est née (A Star Is Born)
- 1937 : Le Dernier Gangster (The Last Gangster) de Edward Ludwig
- 1946 : Ses premières ailes (Gallant Journey)
- 1954 : Une étoile est née (A Star Is Born) de George Cukor - D'après son histoire
- 1958 : C'est la guerre (Lafayette Escadrille) - D'après son histoire
- 1976 : Une étoile est née (A Star is Born) de Frank Pierson - D'après son histoire

### Producteur
- 1928 : Les Pilotes de la mort (The Legion of the Condemned)
- 1928 : Tu ne tueras pas ! (Ladies of the Mob)
- 1938 : Les Hommes volants (en) (Men With Wings)
- 1939 : Beau Geste
- 1939 : La Lumière qui s'éteint (The Light that Failed)
- 1941 : Le Tombeur du Michigan (Reaching for the Sun)
- 1942 : L'Inspiratrice (The Great Man's Lady)
- 1946 : Ses premières ailes (Gallant Journey)
- 1947 : La Cité magique (Magic Town)
- 1958 : C'est la guerre (Lafayette Escadrille)

## Distinctions
- 1938 : nomination Meilleur réalisateur pour Une étoile est née
- 1950 : nomination Meilleur réalisateur pour Bastogne
- 1955 : nomination Meilleur réalisateur pour Écrit dans le ciel